# Flat Lake Park
Flat Lake Park är en park i Kanada.   Den ligger i provinsen British Columbia, i den sydvästra delen av landet, 3 400 km väster om huvudstaden Ottawa. Flat Lake Park ligger 1 160 meter över havet.
Terrängen runt Flat Lake Park är platt. Trakten runt Flat Lake Park är nära nog obefolkad, med mindre än två invånare per kvadratkilometer.. Det finns inga samhällen i närheten. 
I omgivningarna runt Flat Lake Park växer i huvudsak barrskog.